# Daniel Bîrligea
George Daniel Bîrligea (n. 19 aprilie 2000, Brăila, România) este un fotbalist român, care joacă pe post de atacant la FCSB în SuperLiga României. Pe plan internațional, are prezențe la națională pentru România Sub-21 și România.

## Cariera de club

### Începuturi
Născut la Brăila, Bîrligea s-a mutat în Italia la vârsta de 12 ani împreună cu mama și sora sa mai mare, unde a reprezentat ASD Cantera Ribolla și Palermo la nivel de juniori.
Pe 22 ianuarie 2020, Bîrligea și-a făcut debutul în Serie C pentru Teramo într-o victorie cu 1-0 în fața lui Catanzaro. Pe parcursul a doi ani cu Il diavolo, el a strâns șapte goluri din 43 de apariții în toate competițiile.

### CFR Cluj
Pe 26 ianuarie 2022, Bîrligea s-a întors în România după ce a acceptat un contract cu campioana CFR Cluj. El și-a făcut debutul pe 5 februarie, înlocuindu-l în minutul 87 pe Claudiu Petrila într-un egal 1–1 din Liga I contra Universității Craiova.
Bîrligea a marcat primul său gol pentru alb-vișinii pe 1 mai 2022, într-o victorie de ligă cu 1-0 împotriva echipei Farul Constanța. Două săptămâni mai târziu, a început într-o victorie cu 2-1 acasă în fața Universității Craiova, meci la finalul căruia clubul său a fost încoronat campion național cu o etapă înainte de sfârșitul sezonului.
Pe 10 noiembrie 2022, Bîrligea a marcat primul său hat-trick din carieră într-o victorie cu 5-0 contra lui Dumbrăvița, meci care a contat pentru faza grupelor Cupei României.

### FCSB
După ratarea calificării în faza grupelor Conference League 2024-2025 cu CFR Cluj, Bîrligea este transferat la FCSB.

## Cariera internațională
Bîrligea și-a făcut debutul pentru naționala de sub 21 de ani a României pe 25 martie 2022, egalând târziu într-o eventuală victorie cu 2-1 într-un meci amical împotriva Finlandei pe Stadionul Arcul de Triumf din București. În iunie 2023, a fost selectat de antrenorul Emil Săndoi în lotul pentru Campionatul European UEFA Sub-21 din 2023. El a jucat un singur joc în Nations League 2024/2025, contra Cipru, unde a dat un gol în al doilea minut. Meciul s-a terminat 4-1 pentru România.

## Palmares
CFR Cluj
- Liga I: 2021–22[9]
- Supercupa României finalist: 2022